# Cornufer punctatus
Cornufer punctatus es una especie de anfibios de la familia Ceratobatrachidae.

## Distribución geográfica
Es endémica de las islas de Batanta y Waigeo y la zona adyacente de Nueva Guinea Occidental (Indonesia).  

## Estado de conservación
Se encuentra amenazada por la pérdida de su hábitat natural.